# Standard Catalog of World Paper Money
Lo Standard Catalog of World Paper Money (Catalogo standard della cartamoneta mondiale) è un noto catalogo di  banconote che è pubblicato dalla Krause Publications in tre volumi. Questi cataloghi sono anche conosciuti nel commercio di monete come Pick catalogues, poiché il sistema di numerazione in origine è stato compilato da Albert Pick.

## Sistema d numerazione
Il sistema di numerazione usa lettere maiuscole (ad es. 'P', 'PS', 'PM') e un numero intero per identificare una banconota. Se una banconota ha varianti come una diversa firma o una data, allora segue una lettera minuscola. (p.es. P120a).

### Prefisso
- P: emissioni regolari
- PS: emissioni speciali come quelle emesse da banche private e da governi locali
- PM: emissioni militari
- PR: emissioni regionali (di un'autorità di emissione nazionale per uso regionale)
- CS: serie per collezionisti (set di specimen o serie commemorative)

### Numero
Le sequenza delle banconote è usualmente per serie/data e poi per valore.

### Varianti
Varianti regolari hanno le lettere a, b, c, ... Errori hanno solitamente la lettera x, mentre le prove di stampa (specimen) hanno la lettera s.

## Edizioni

### Standard Catalog of World Paper Money, 1368 - 1960
Questa edizione è aggiornata ogni due o tre anni.

### Standard Catalog of World Paper Money, since 1961
Questa edizione è aggiornata annualmente.

### Standard Catalog of World Paper Money, Specialised Issues
Questa edizione è aggiornata ogni due o tre anni.